# Nagysáp, Komárom-Esztergom
Nagysáp  este un sat în districtul Esztergom, județul Komárom-Esztergom, Ungaria, având o populație de 1.529 de locuitori (2011). 

## Demografie
Componența etnică a satului Nagysáp
     Maghiari (95,28%)
     Romi (2,86%)
     Germani (1,16%)
     Necunoscut (0,39%)
     Români (0,31%)
     Alții (0,39%)
Componența confesională a satului Nagysáp
     Romano-catolici (37,08%)
     Reformați (23,48%)
     Fără religie (8,5%)
     Necunoscută (30,94%)
     Alte religii (0,46%)
Conform recensământului din 2011, satul Nagysáp avea 1.529 de locuitori. Din punct de vedere etnic, majoritatea locuitorilor (95,28%) erau maghiari, existând și minorități de romi (2,86%) și germani (1,16%). Apartenența etnică nu este cunoscută în cazul a 0,39% din locuitori. Nu există o religie majoritară, locuitorii fiind romano-catolici (37,08%), reformați (23,48%) și persoane fără religie (8,5%). Pentru 30,94% din locuitori nu este cunoscută apartenența confesională.